# Strážnická Morava
Strážnická Morava este o arie protejată (sit de importanță comunitară — SCI) din Republica Cehă întinsă pe o suprafață de 658,61 ha, integral pe uscat.

## Localizare
Centrul sitului Strážnická Morava este situat la coordonatele 48°54′40″N 17°16′43″E / 48.911111°N 17.278611°E.

## Înființare
Situl Strážnická Morava a fost declarat sit de importanță comunitară în aprilie 2005 pentru a proteja 4 specii de animale.

## Biodiversitate
Situată în ecoregiunea panonică, aria protejată conține 5 habitate naturale: Liziere de ierburi înalte hidrofile de câmpie și de nivel montan până la alpin, Râuri cu maluri nămoloase cu vegetație de Chenopodion rubri p.p. și Bidention p.p., Lacuri eutrofice naturale cu vegetație de tip Magnopotamion sau Hydrocharition, Păduri mixte riverane de Quercus robur, Ulmus laevis și Ulmus minor, Fraxinus excelsior sau Fraxinus angustifolia, de-a lungul marilor râuri (Ulmenion minoris), Păduri aluvionare cu Alnus glutinosa și Fraxinus excelsior (Alno-Padion, Alnion incanae, Salicion albae).
La baza desemnării sitului se află mai multe specii protejate:
- mamifere (1): castor (Castor fiber)
- nevertebrate (2): Cucujus cinnaberinus, Ophiogomphus cecilia
- pești (1): țipar (Misgurnus fossilis)